# تاکاشی کوبایاشی
تاکاشی کوبایاشی (انگلیسی: Takeshi Kobayashi؛ زادهٔ ۲۲ ژوئن ۱۹۴۸) کشتی‌گیر اهل ژاپن بود.